# Acrosathe centralis
Acrosathe centralis är en tvåvingeart som beskrevs av Yang 2002. Acrosathe centralis ingår i släktet Acrosathe och familjen stilettflugor. Inga underarter finns listade i Catalogue of Life.